# 25089 Санабріа-Рівера
25089 Санабріа-Рівера (25089 Sanabria-Rivera) — астероїд головного поясу, відкритий 14 вересня 1998 року.
Тіссеранів параметр щодо Юпітера — 3,569.